# Dienst Landbouwkundig Onderzoek
De Dienst Landbouwkundig Onderzoek (DLO) was een overkoepelende organisatie van een aantal onderzoeksinstituten op het gebied van agrarisch onderzoek. DLO is in 1877 opgericht door de Rijksoverheid in de vorm van het eerste Rijkslandbouwproefstation. Hij viel lange tijd onder het Ministerie van Landbouw en nadat landbouw enige jaren de verantwoordelijkheid was van het Ministerie van Economische Zaken onder dat ministerie.
In 1998 zijn DLO en Landbouwuniversiteit Wageningen samengegaan in Wageningen University & Research. In 1999 werd DLO een stichting en vielen de volgende onderzoeksinstituten onder de Stichting DLO: Alterra, ATO, ID-Lelystad, IMAG, LEI, PRI, RIKILT en RIVO.
Wageningen Research bestond in 2014 uit de volgende negen onderzoeksinstituten:
- Wageningen Environmental Research (vh Alterra)
- Wageningen Bioveterinary Research (voormalig Central Veterinary Institute)
- Wageningen Food & Biobased Research
- Wageningen Marine Research (vh IMARES)
- Wageningen Economic Research (vh Landbouw-Economisch Instituut (LEI))
- Wageningen Livestock Research
- Praktijkonderzoek Plant & Omgeving
- Wageningen Plant Research
- Wageningen Food Safety Research (vh RIKILT)

In 2014 kwam 50% van het budget van DLO rechtstreeks van het ministerie. De rest van het budget wordt via contractonderzoek verkregen.